# Élections législatives de 1962 en Lozère
Les élections législatives françaises de 1962 se déroulent les 18 et 25 novembre 1962. Dans le département de la Lozère, deux députés sont à élire dans le cadre de cinq circonscriptions.

## Élus
| Circonscription | Député sortant            | Parti | Parti | Député élu ou réélu | Parti | Parti |
| --------------- | ------------------------- | ----- | ----- | ------------------- | ----- | ----- |
| 1re             | Félix Viallet             |       | UNR   | Pierre Couderc      |       | CNIP  |
| 2e              | Henri Trémolet de Villers |       | CNIP  | Charles de Chambrun |       | MRP   |

## Résultats

### Résultats à l'échelle du département
| Parti          | Parti                                       | Premier tour | Premier tour | Second tour | Second tour | Sièges |
| Parti          | Parti                                       | Voix         | %            | Voix        | %           | Sièges |
| -------------- | ------------------------------------------- | ------------ | ------------ | ----------- | ----------- | ------ |
|                | Mouvement républicain populaire             | 12 395       | 34,75        | 15 549      | 38,46       | 1      |
|                | Centre national des indépendants et paysans | 9 775        | 27,41        | 10 356      | 25,61       | 1      |
|                | Centre démocratique                         | 22 170       | 62,16        | 25 905      | 64,07       | 2      |
|                |                                             |              |              |             |             |        |
|                | Union pour la nouvelle République (UDT)     | 7 693        | 21,57        | 10 253      | 25,36       | 0      |
|                | Majorité présidentielle                     | 7 693        | 21,57        | 10 253      | 25,36       | 0      |
|                |                                             |              |              |             |             |        |
|                | Parti communiste français                   | 3 855        | 10,81        | 4 275       | 10,57       | 0      |
|                | Parti radical                               | 1 950        | 5,47         | Retrait     | Retrait     | 0      |
|                |                                             |              |              |             |             |        |
| Inscrits       | Inscrits                                    | 55 013       | 100,00       | 55 004      | 100,00      | 2      |
| Abstentions    | Abstentions                                 | 18 214       | 33,11        | 13 938      | 25,34       |        |
| Votants        | Votants                                     | 36 799       | 66,89        | 41 066      | 74,66       |        |
| Blancs et nuls | Blancs et nuls                              | 1 131        | 3,07         | 633         | 1,54        |        |
| Exprimés       | Exprimés                                    | 35 668       | 96,93        | 40 433      | 98,46       |        |

### Résultats par circonscription

#### Première circonscription (Mende)
| Candidat       | Candidat           | Parti          | Premier tour | Premier tour | Second tour | Second tour |  |
| Candidat       | Candidat           | Parti          | Voix         | %            | Voix        | %           |  |
| -------------- | ------------------ | -------------- | ------------ | ------------ | ----------- | ----------- |  |
|                | René Estoup        | MRP            | 5 888        | 30,07        | 7 026       | 31,89       |  |
|                | Pierre Couderc élu | CNIP           | 5 763        | 29,43        | 7 312       | 33,19       |  |
|                | François Lefebvre  | UNR-UDT        | 3 414        | 17,43        | 4 357       | 19,77       |  |
|                | Marcel Brès        | PCF            | 2 569        | 13,12        | 3 339       | 15,15       |  |
|                | Adolphe Nouet      | Radsoc         | 1 950        | 9,96         | Retrait     | Retrait     |  |
|                |                    |                |              |              |             |             |  |
| Inscrits       | Inscrits           | Inscrits       | 30 781       | 100,00       | 30 780      | 100,00      |  |
| Abstentions    | Abstentions        | Abstentions    | 10 626       | 34,52        | 8 347       | 27,12       |  |
| Votants        | Votants            | Votants        | 20 155       | 65,48        | 22 433      | 72,88       |  |
| Blancs et nuls | Blancs et nuls     | Blancs et nuls | 571          | 2,83         | 399         | 1,78        |  |
| Exprimés       | Exprimés           | Exprimés       | 19 584       | 97,17        | 22 034      | 98,22       |  |

#### Deuxième circonscription (Marvejols)
| Candidat       | Candidat                          | Parti          | Premier tour | Premier tour | Second tour | Second tour |  |
| Candidat       | Candidat                          | Parti          | Voix         | %            | Voix        | %           |  |
| -------------- | --------------------------------- | -------------- | ------------ | ------------ | ----------- | ----------- |  |
|                | Charles de Chambrun élu           | MRP            | 6 507        | 40,46        | 8 523       | 46,32       |  |
|                | Yves Pillet                       | UNR-UDT        | 4 279        | 26,6         | 5 896       | 32,05       |  |
|                | Henri Trémolet de Villers sortant | CNIP           | 4 012        | 24,94        | 3 044       | 16,54       |  |
|                | Yves Soustelle                    | PCF            | 1 286        | 8            | 936         | 5,09        |  |
|                |                                   |                |              |              |             |             |  |
| Inscrits       | Inscrits                          | Inscrits       | 24 232       | 100,00       | 24 224      | 100,00      |  |
| Abstentions    | Abstentions                       | Abstentions    | 7 588        | 31,31        | 5 591       | 23,08       |  |
| Votants        | Votants                           | Votants        | 16 644       | 68,69        | 18 633      | 76,92       |  |
| Blancs et nuls | Blancs et nuls                    | Blancs et nuls | 560          | 3,36         | 234         | 1,26        |  |
| Exprimés       | Exprimés                          | Exprimés       | 16 084       | 96,64        | 18 399      | 98,74       |  |